# Sidorejo (Kedungadem)
Sidorejo is een bestuurslaag in het regentschap Bojonegoro van de provincie Oost-Java, Indonesië. Sidorejo telt 4111 inwoners (volkstelling 2010).